# U-223
U-223 — средняя немецкая подводная лодка типа VIIC времён Второй мировой войны.

## История
Заказ на постройку субмарины был отдан 15 августа 1940 года. Лодка была заложена 15 июля 1941 года на верфи «Германиаверфт» в Киле под строительным номером 653, спущена на воду 16 апреля 1942 года. Лодка вошла в строй 6 июня 1942 года под командованием оберлейтенанта Карла-Юргена Ва́хтера.

### Командиры
- 6 июня 1942 года - 12 января 1944 года капитан-лейтенант Карл-Юрген Вэхтер
- 12 января 1944 года - 30 марта 1944 года оберлейтенант цур зее Петер Герлах

### Флотилии
- 6 июня 1942 года - 31 января 1943 года - 8-я флотилия (учебная)
- 1 февраля 1943 года - 31 октября 1943 года - 6-я флотилия
- 1 ноября 1943 года - 30 марта 1944 года - 29-я флотилия

### История службы
Лодка совершила 6 боевых походов. Потопила 2 судна суммарным водоизмещением 12 556 брт, один военный корабль водоизмещением 1 935 тонн, одно судно водоизмещением 4 970 брт и один военный корабль (1 300 т) после повреждений не восстанавливались.
Потоплена 30 марта 1944 года в Средиземноморье к северу от Палермо, в районе с координатами 38°48′ с. ш. 14°10′ в. д., глубинными бомбами с британских эсминцев HMS Laforey, HMS Tumult, британских эскортных кораблей HMS Hambledon и HMS Blencathra. 23 человека погибли, 27 членов экипажа спаслись.

### Волчьи стаи
U-223 входила в состав следующих «волчьих стай»:
- Haudegen 22 января - 2 февраля 1943
- Nordsturm 2 февраля  - 9 февраля 1943
- Haudegen 9 февраля - 15 февраля 1943
- Taifun 15 февраля - 17 февраля 1943
- Amsel 25 апреля - 4 мая 1943
- Amsel II 4 мая - 6 мая 1943
- Elbe 2 11 мая - 13 мая 1943

### Атаки на лодку, 1943 год
- 1 марта лодка была атакована британским самолётом Fortress Mk.II FL463 в Северной Атлантике. Огнём зенитного орудия самолёт был тяжело повреждён, но сумел сбросить семь глубинных бомб и дотянуть до аэродрома. Бомбы легли с перелётом, U-223 экстренно погрузилась и получила лишь лёгкие повреждения.
- 11 мая британский эсминец HMS Hesperus   под командованием Дональда Макинтайра[англ.], атаковал лодку глубинными бомбами, заставил её всплыть и затем протаранил. Команда лодки поднялась на палубу, приготовившись к эвакуаций, однако эсминец не стал добивать лодку, посчитав, что она затонет в течение нескольких минут без его участия. В момент столкновения двух членов экипажа субмарины выбросило за борт, одного из них подобрала U-359 и 14 мая вернула его на U-223. Неспособная к погружению U-223 вернулась на базу 24 мая и до 14 сентября простояла в ремонте.